# Liberum veto

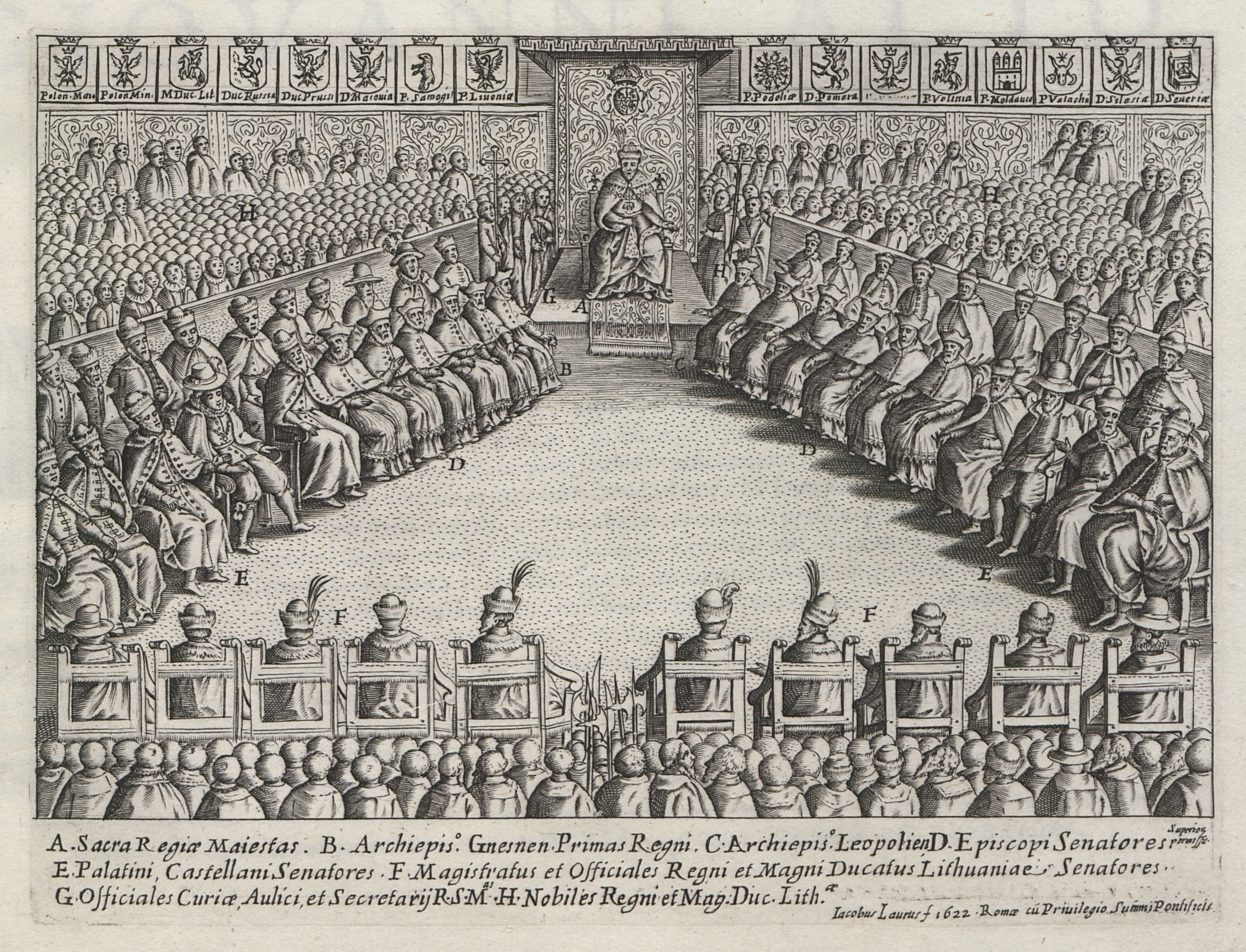
Sesja sejmowa na Zamku królewskim w Warszawie w roku 1622

Liberum veto (z łac. „wolne nie pozwalam”) – zasada ustrojowa Rzeczypospolitej Obojga Narodów, dająca prawo każdemu z posłów biorących udział w obradach Sejmu do zerwania go i unieważnienia podjętych na nim uchwał.

## Historia

### Geneza
Zasada ta powstała z zasady jednomyślności, a ta z kolei ze wspólnotowego charakteru Rzeczypospolitej, która w istocie rzeczy stanowiła federację ziem. Każdy z posłów był wybrany przez lokalny sejmik i reprezentował jeden okręg. Tym samym brał na siebie odpowiedzialność wobec sejmiku za wszystkie decyzje, które zapadną na Sejmie. Natomiast podejmowanie decyzji przez większość wbrew woli mniejszości (choćby tą mniejszością był tylko jeden sejmik) uznawano za łamanie zasady równości ustrojowej. Za zasadą jednomyślności przemawiały istotne względy praktyczne. W dawnej Polsce nie istniał bowiem urzędniczy aparat egzekucji prawa, utrzymywany przez samo państwo z pieniędzy podatników. Obowiązujące prawo egzekwowane było przez szlachtę – czy to indywidualnie, czy też zbiorowo. Funkcjonowanie władzy wykonawczej zależało więc od dobrowolnego wsparcia wszystkich obywateli. W takich warunkach próby egzekucji prawa niemającego za sobą powszechnego poparcia musiałyby więc być nieskuteczne lub – co gorsza – mogłyby prowadzić do wojny domowej.
Zasada liberum veto była też wyrazem przekonania szlachty, że gdyby prawie wszyscy posłowie szlacheccy ulegli korupcji, to zawsze znajdzie się chociażby jeden nieprzekupiony, który sprzeciwi się przyjęciu szkodliwej ustawy. Jej istnienie związane było z trwającym od dziesięcioleci konfliktem pomiędzy majestatem królewskim i wolnością szlachecką (łac. inter maiestatem ac libertatem), przy czym za potencjalnego sprawcę praktyk korupcyjnych uważano króla.
Istniał pewien zamiennik liberum veto – poseł, który sprzeciwiał się podejmowanej uchwale, mógł zgłosić sisto activitatem (z łac. wstrzymuję czynność), które zatrzymywało proces podjęcia uchwały do czasu osiągnięcia kompromisu akceptowalnego przez wszystkich.
Dostrzegano niebezpieczeństwo wynikające z zastosowania zasady liberum veto i proponowano uchwalenie regulaminu Sejmu – w 1646 poseł sandomierski Szczucki, a w 1647 Stanisław Jabłonowski.
Dość powszechnie, choć niesłusznie, uważa się, że po raz pierwszy zerwał Sejm, używając liberum veto, podstarości upicki, poseł województwa trockiego, Władysław Wiktoryn Siciński (klient hetmana wielkiego litewskiego – Janusza Radziwiłła) w dniu 9 marca 1652. Jednak w rzeczywistości Siciński nie zgodził się jedynie na prolongatę obrad sejmu poza przewidziany prawnie czas 6 tygodni. Marszałek Izby, Andrzej Maksymilian Fredro, 11 marca, kiedy Siciński nie stawił się na obrady, uznał zerwanie za obowiązujące. Z tej samej przyczyny – brak zgody na prolongatę – rozszedł się sejm zwyczajny, zwołany w 1639 z powodu protestu Jerzego Sebastiana Lubomirskiego. Jeszcze w 1659 Sejm jednomyślnie postanowił przeprowadzić reformę i wyznaczył komisję do opracowania odpowiedniego projektu, potem projekt trafił do rady królewskiej, gdzie utkwił. Na sejmie 1664/1665 stwierdzono, że sejmu nie można zerwać przed końcowym połączeniem się obu izb.
Po raz pierwszy zerwanie sejmu nastąpiło dopiero w 1669 w Krakowie w czasie obrad sejmu koronacyjnego, którego marszałkiem był Andrzej Krzycki, na tydzień przed ich końcem. Dokonał go poseł wołyński Jan Aleksander Olizar. W 1670 r. sejm zwyczajny w Warszawie zerwał Benedykt Zabokrzycki; w 1672 sejm zerwał Kazimierz Grudziński. W 1688 roku zerwano sejm jeszcze przed obraniem marszałka, czyli przed formalnym ukonstytuowaniem się sejmu.
Veto mogło być pisemne lub ustne, jednak musiało być złożone osobiście przez posła w izbie sejmowej lub w jakimkolwiek grodzie, wtedy sekretarz sejmowy odczytywał je w izbie. Veto musiało być złożone w trakcie obrad i nie wymagało uzasadnienia.

### Statystyka
Ogółem w XVII–XVIII wieku sejm zerwano 73 razy. Podział posłów zrywających sejm ze względu na pochodzenie wygląda następująco:
- 28 posłów z ziem litewskich,
- 24 posłów z ziem Rusi,
- 12 posłów z ziem Wielkopolski i Mazowsza,
- 9 posłów z Małopolski.

Trzy razy zerwał sejm reprezentant sejmiku wileńskiego, cztery razy upickiego.
W pierwszej połowie XVIII wieku Sejmy zrywano często, natomiast od 1764 roku za panowania Stanisława Augusta Poniatowskiego liberum veto wyszło praktycznie z użycia, zasada jednomyślności nie dotyczyła bowiem sejmów skonfederowanych. Posłowie zawiązywali więc konfederację na początku obrad, aby zapobiec ich zerwaniu.

### Próba ograniczenialiberum vetoprzez Familię i króla w 1764 r.
Na Sejmie konwokacyjnym Familia Czartoryskich postanowiła zlikwidować liberum veto i wprowadzić zasadę głosowania większością. Napotkało to opór ambasadora rosyjskiego Hermanna Keyserlinga, który zagroził interwencją zbrojną. Dał się jednak przekonać, żeby zniesiono liberum veto nie wprost i tylko w sprawach skarbowych. Wybieg polegał na tym, że ustawa przewidywała, iż projekty wnoszone przez Komisję Skarbową będą decydowane figuria judicaria, czyli tak jak w sądach, tzn. większością. Rosja oraz opozycja przeciwna królowi i Familii fortel ten odkryła dopiero podczas Sejmu Czaplica w 1766 roku, gdy zaproponowano zwiększenie podatków na wojsko. Wtedy też 11 października 1766 opozycja oraz Nikołaj Repnin i Gedeon Benoît rozpoczęli przeciwdziałanie, w wyniku którego Familia i król musieli pod presją siły ustąpić z wprowadzonej zmiany.

### Ostatnie próby zastosowanialiberum veto
Wobec poczynań sejmów delegacyjnych pozytywny wymiar miały dwie ostatnie próby zastosowania liberum veto: protest Józefa Wybickiego przeciw wszystkim aktom Sejmu Repninowskiego (1767–1768) i opór Tadeusza Reytana przeciw skonfederowaniu Sejmu Rozbiorowego 1773–1775.
Skonfederowany był też sejm grodzieński w 1793 r., który na życzenie zaborców zatwierdził II rozbiór Rzeczypospolitej oraz traktaty z Rosją i Prusami.

### Zniesienie liberum veto
Na Sejmie repninowskim w 1767/68 stosowanie liberum veto ograniczono do materiae status, a więc do takich spraw jak m.in. podatki, wojsko, sojusze – poza tymi przypadkami wprowadzono głosowanie większościowe.
Całkowicie liberum veto zostało zniesione przez Konstytucję 3 Maja, która wprowadziła zasadę większościową na stałe.

## Kontrowersje
Ocena liberum veto pozostaje sprawą kontrowersyjną. W przeszłości, pod wpływem poglądów Władysława Konopczyńskiego, liberum veto uważane było za anachroniczne kuriozum, osłabiające sytuację Polski na arenie politycznej, wprowadzające anarchię, prowadzące do rozbiorów i ostatecznie do utraty państwowości. Współcześniejsze opracowania historyczne skłaniają się zwykle ku łagodniejszym ocenom.
Andrzej Maksymilian Fredro, marszałek zerwanego przez Sicińskiego w 1652 roku sejmu, bronił zasady liberum veto, argumentując, że daje ona jednostkom wybitnym możliwość działania na rzecz dobra publicznego w momencie, gdy wszyscy inni, mniej cnotliwi, skorumpowani, bądź ogłupieni, dbają przede wszystkim o własne interesy. Generalnie traktował jednak veto raczej jako narzędzie w rękach grupy cnotliwych obywateli, niż jako protest jednostki.
Zbigniew Ogonowski zwraca uwagę, że Fredro w ogóle nie rozważa w swoich pismach kwestii zrywania sejmu przez jednostki bezmyślne lub przekupione. Widać, że znacznie bardziej od zastojów w pracach sejmu obawiał się on szkodliwych zmian. Największym zagrożeniem dla wolności szlacheckiej był absolutyzm, który w ówczesnych czasach rozprzestrzeniał się po Europie. Szlachta, broniąc się przed władzą absolutną, broniła się przed utratą znaczenia politycznego, ale także przed zwiększonymi obciążeniami, związanymi z wydatkami na potrzeby militarne, tak chętnie zarządzanymi przez ościenne monarchie absolutne.
Obawy szlachty nie były zatem nieuzasadnione. Jak zauważa Barbara Markiewicz, w Europie przełomu XVI i XVII wieku antymonarchizm nie był zjawiskiem rzadkim. Nietrudno zrozumieć na przykład obawy polskiej szlachty broniącej wolności wyznania, gdy tron obejmował zamieszany w „noc św. Bartłomieja” Henryk Walezy. Strach przed absolutyzmem spełnił ważną rolę w kształtowaniu się społeczeństwa obywatelskiego, jednak starannie pielęgnowany stał się szybko czynnikiem hamującym rozwój kraju. Polityka musi być budowana na wzajemnym zaufaniu i sympatii, których I Rzeczypospolitej w jej schyłkowym okresie zabrakło, czego wyrazem jest właśnie liberum veto.
W pierwszej połowie XVIII wieku zaczęto traktować veto jako instytucję ustrojową, będącą uprawnieniem już nie grupy obywateli, ale jednostki. Według Stanisława Dunina Karwickiego, szlachcic na sejmiku miał prawo sprzeciwu (ius vetandi), wypowiadanego we własnym imieniu. Inaczej przedstawiała się sprawa posłów na sejm, którzy według Karwickiego nie powinni używać veta, gdyż nie wypowiadali się w swoim imieniu, lecz byli skrępowani instrukcjami sejmikowymi. Zwolennicy veta argumentowali, że znacznie gorsze od niewprowadzenia „dobrych” praw, jest uchwalanie „złych”. Doniosła rola veta polegała więc według nich na jego władzy „negatywnej”. Od przełomu XVII i XVIII wieku bardziej niż na decydowaniu o polityce państwa, zależało szlachcie na obronie status quo. Nawet jednak apologeci veta zauważali zagrożenia jakie płynęły z tej zasady. „Źrenica wolności” mogła ich zdaniem paradoksalnie ograniczyć wolność szlachcie poprzez nadmierne zrywanie sejmów. Te zarzuty wobec liberum veto tłumione były kontrargumentami, według których zniesienie veta oznaczało prostą drogę ku absolutyzmowi.
Nad oceną liberum veto zastanawiał się także Jan Jakub Russo. Jest ono uznane za jedną z przyczyn panującej w Polsce anarchii, francuski filozof wskazuje jednak, że: „Liberum veto samo w sobie nie jest uprawnieniem wadliwym, jeśli jednak przekracza swe granice, staje się najniebezpieczniejszym z nadużyć; było rękojmią wolności publicznej, jest już tylko narzędziem przemocy.” Russo poradził Polakom, by zasadę liberum veto stosować tylko w stosunku do spraw dla państwa najważniejszych, ujętych w sformułowanym na ten cel wykazie. Drugą propozycją jest powołanie specjalnego trybunału, przed którym każdorazowo sądzono by korzystających z liberum veto posłów. Trybunał taki miałby możliwość wymierzenia dwóch wyroków: kary śmierci bądź przyznania dożywotnich zaszczytów. Brak pośredniej możliwości zmuszać miałby polskich posłów do rozważnego korzystania ze „złotej wolności”.
Ważnym głosem w kwestii liberum veto jest stanowisko Pawła Jasienicy, który gorąco przeciwstawiał się łączeniu politycznej anarchii z polskością, czy też polskim charakterem narodowym, zwracając uwagę, że ani jeden poseł z Poznańskiego nie zerwał sejmu przy pomocy veto, natomiast większość vetujących pochodziła z litewskiej części Rzeczypospolitej. Jasienica nie zgadza się ze stwierdzeniami, że „naród polski przez swoją anarchię sam przygotował rozbiory”. Utrzymuje on, że to nie polskie społeczeństwo, lecz władza przyczyniła się do utraty państwowości. Zwłaszcza ostatni Jagiellonowie w niedostatecznym stopniu dopuszczali do głosu szlachtę, której żądania zwiększenia realnej władzy królewskiej pozostawały w opozycji do łagodnej polityki dworu. Po śmierci Zygmunta II Augusta niedopuszczana do głosu szlachta zmuszona była bez przygotowania wybrać następcę tronu, co gorsza z marnych kandydatów. Gdy pogorszyła się sytuacja międzynarodowa, przyniosło to opłakane skutki.
W ocenie znaczenia liberum veto istotny jest także głos Mariusza Markiewicza, który utrzymuje, że waga sejmu w funkcjonowaniu Rzeczypospolitej Obojga Narodów była znacznie mniejsza, niż się powszechnie uważa. Sejm mógł odgrywać ważną rolę w przypadku wojny lub reform wewnętrznych, jednak nastawiona głównie konserwatywnie i pacyfistycznie polska szlachta obu tym hasłom była przeciwna. W I Rzeczypospolitej poprzez sejm broniono przywilejów szlacheckich i ustroju, wszystkimi innymi sprawami zajmowały się inne instytucje. Zrywanie sejmu nie miało zatem decydującego znaczenia dla funkcjonowania państwa, a liberum veto nie może być uznane za przyczynę anarchii i późniejszego upadku Rzeczypospolitej.